# William Montagu Douglas Scott, 6. hertug af Buccleuch
William Henry Walter Montagu Douglas Scott, 6. hertug af Buccleuch og 8. hertug af Queensberry KG KT PC JP DL  (født 9. september 1831, død 5. november 1914) var et skotsk medlem af Underhuset og senere af Overhuset. Han tilhørte den skotske adel.
Han var farfar til prinsesse Alice, hertuginde af Gloucester og oldefar til prins William af Gloucester og prins Richard, hertug af Gloucester.
Han var også tipoldefar til Sarah, hertuginde af York og tiptipoldefar til prinsesserne Beatrice og Eugenie af York.

## Politiker
William Montagu Douglas Scott var et konservativt medlem af Underhuset i 1853–1868 og i 1874–1880. Han var valgt for Midlothian. Desuden var han medlem af Overhuset fra 1884 og frem til sin død i 1914.
Han blev optaget i statsrådet i 1901.

## Familie
William Montagu Douglas Scott var gift med lady Louisa Jane Hamilton. Hun var datter af James Hamilton, 1. hertug af Abercorn og datterdatter af John Russell, 6. hertug af Bedford.
Parret fik to døtre og seks sønner, deriblandt: 
- John Montagu Douglas Scott, 7. hertug af Buccleuch, far til prinsesse Alice, hertuginde af Gloucester.
- Lord Andrew Montagu Douglas Scott, oldefar til Sarah, hertuginde af York.